# ショウジョウソウ
ショウジョウソウ（猩猩草、学名：Euphorbia cyathophora）は、トウダイグサ科トウダイグサ属の一年草。花期に頂部の苞葉が赤く色付き、園芸用に栽培されるが、世界中の熱帯を中心に帰化植物としても分布を広げている。

## 特徴

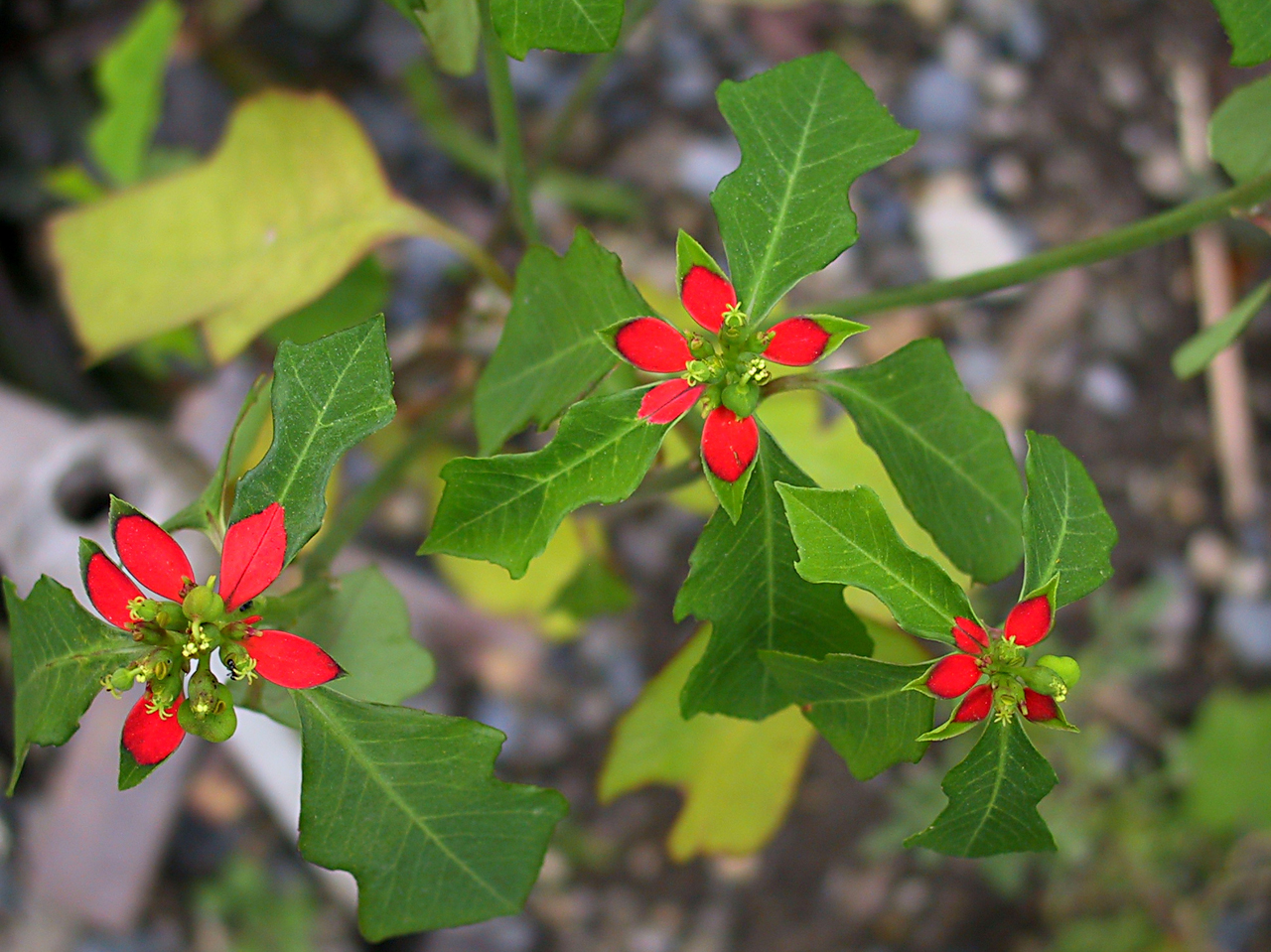
赤く色付いた苞葉

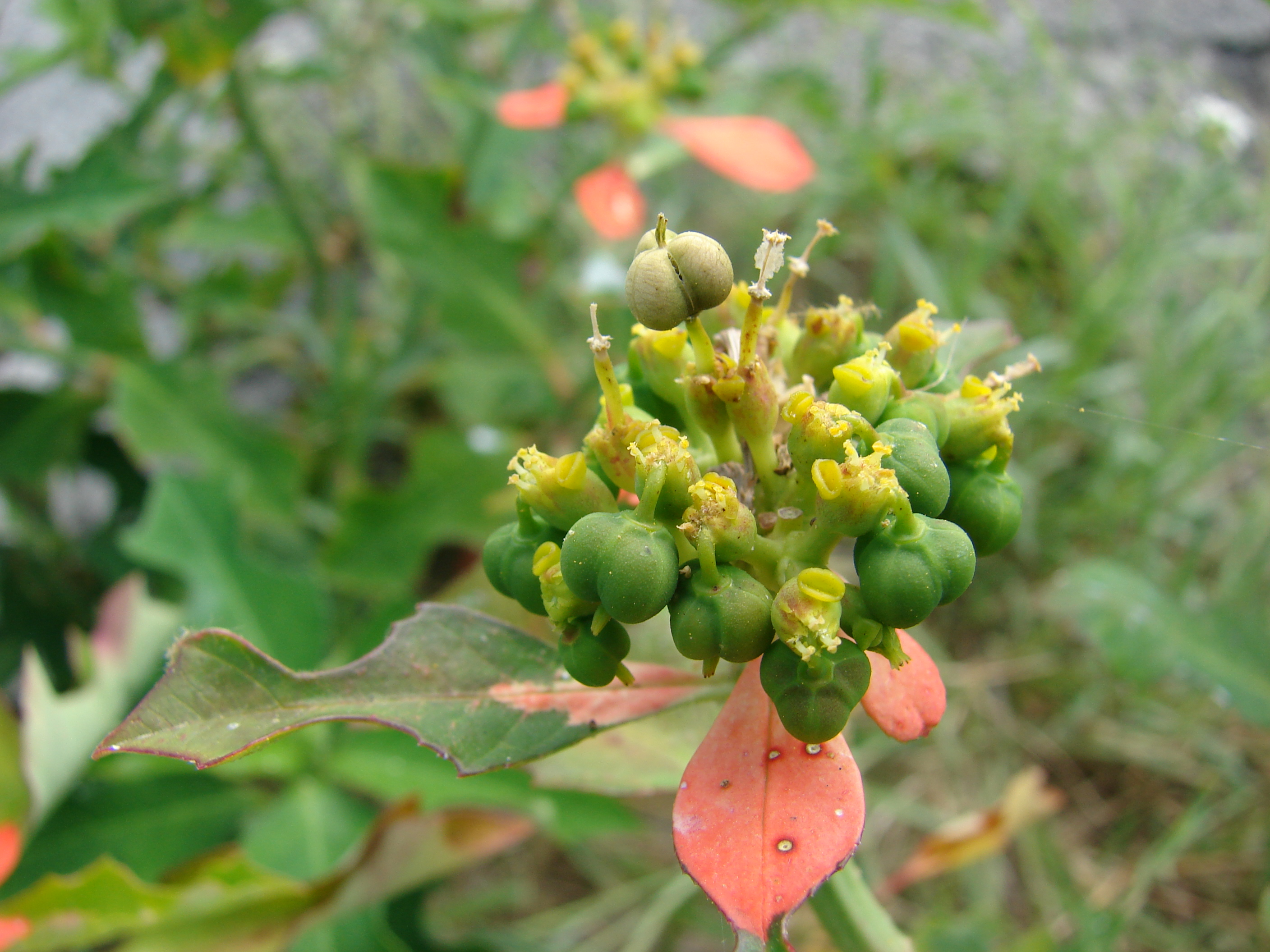
蒴果

### 形態
草丈は50cm-1m前後。原産地をはじめとした熱帯地域では多年草であるが、日本では一般に春播きの一年草として扱われる。茎は直立する。下部の茎葉は互生し、卵形で長さ3-10cm、幅1-5cm。茎の先端に杯状花序を集散状につけ、花序に近い苞葉は対生し、独特のヴァイオリン状の形をしており、基部が赤く色付く。花は小さく目立たないが、この赤い葉を楽しむために花壇用に栽培されたり、切り花に用いたりする。
総苞腺体は通常1-2個で、横長楕円形。花の後に蒴果を結び、裂開して卵型の種子を飛散させて繁殖する。花期・果期は5月-11月頃。

### 分布
アメリカ合衆国中部-アルゼンチン原産であるが、古くから世界の熱帯-亜熱帯各地に広がり、野生化している。日本には19世紀後半の明治年間に渡来し、園芸用に栽培されたが、逸出の結果、現在では奄美群島・大東諸島・琉球諸島では畑地や原野に広く自生し、小笠原諸島にも帰化している。

## 名称
和名のショウジョウは、赤い苞を中国由来の想像上の動物である猩猩の赤い顔に喩えたものである。茎は草質で基部のみ木質化するが、その度合いは近縁種のポインセチアほどではなく、この違いがショウジョウソウとショウジョウボク（ポインセチアの和名）の名称の由来である。英名ではファイア・オン・ザ・マウンテンの呼称があり、同じトウダイグサ属のハツユキソウがスノー・オン・ザ・マウンテンと呼ばれるのと対をなしている。
サマーポインセチアの名で販売されることがある。

## 近縁種
ショウジョウボク（Euphorbia pulcherrima）
英名のポインセチアの名称で観葉植物として栽培され、特に日本ではクリスマスに合わせて販売される。苞葉の基部のみが赤くなるショウジョウソウに対し、ショウジョウボクは苞葉全体が赤く色付くほか、茎が強く木化する違いがある。
ショウジョウソウモドキ（Euphorbia heterophylla）
日本では太平洋戦争後に沖縄県に帰化。ショウジョウソウとよく混同されるが、こちらは苞葉が長卵形-長楕円形で、総苞腺体が円形、頂部の色付きが白-赤紫色であるなどの違いがある。また、Euphorbia heterophylla の学名は誤ってショウジョウソウに対して用いられる場合があり、注意が必要である。
コバノショウジョウソウ（Euphorbia dentata）
葉は卵型で長さ2-7cm、幅5-20mmとショウジョウソウより小さく、葉の縁は全縁が浅裂-波状歯裂を構成する。